# Точний як сталь (фільм)
Точний як сталь (англ. True As Steel) — американська драма режисера Руперта Г'юза 1924 року.

## Сюжет
Єва Боателль — ділова жінка, чий чоловік Гаррі їде за місто. Тим часом, вона зустрічає колегу Френка, який також одружений. Не дивлячись на це, вони починають зустрічатися.

## У ролях
- Ейлін Прінгл — місіс Єва Боателль
- Гантлі Гордон — Френк Перрі
- Клео Медісон — місіс Перрі
- Елеонор Бордман — Етель Перрі
- Норман Керрі — Гаррі Боателль
- Вільям Гайнс — Гілберт Морзе
- Луїза Фазенда — міс Лідс
- Луїс Пейн — Джейк Лейтон
- Вільям Генрі Крейн — Коммодор Фейрфілд
- Реймонд Гаттон — прадід
- Люсьєн Літтлфілд — містер Фут